# Koantiloper
Koantiloper (latin Alcelaphinae) er en underfamilie af de skedehornede hovdyr, der lever på  savannen

## Udseende
De har højt skulderparti og skrånende ryg. Benene er slanke. Begge køn har stærkt svungne horn. Hovedet er smalt aflangt. Halen er lang og behåret.

## Klassifikation
Underfamilie: Alcelaphinae
- Slægt: Beatragus
  - Beatragus hunteri (Hunters koantilope)
- Slægt: Alcelaphus (Egentlige koantiloper)
  - Alcelaphus buselaphus (Koantilope)
  - Alcelaphus caama (Kaama)
  - Alcelaphus lichtensteinii (Lichtensteins koantilope)
- Slægt: Connochaetes (Gnuer)
  - Connochaetes gnou (Hvidhalet gnu)
  - Connochaetes taurinus (Oksegnu)
- Slægt: Damaliscus (Lyreantiloper)
  - Damaliscus pygargus (Lyreantilope)
    - Damaliscus pygargus phillipsi (Blisbuk)

  - Damaliscus lunatus (Tsessebe)
  - Damaliscus korrigum (Topi)